# Христианизация

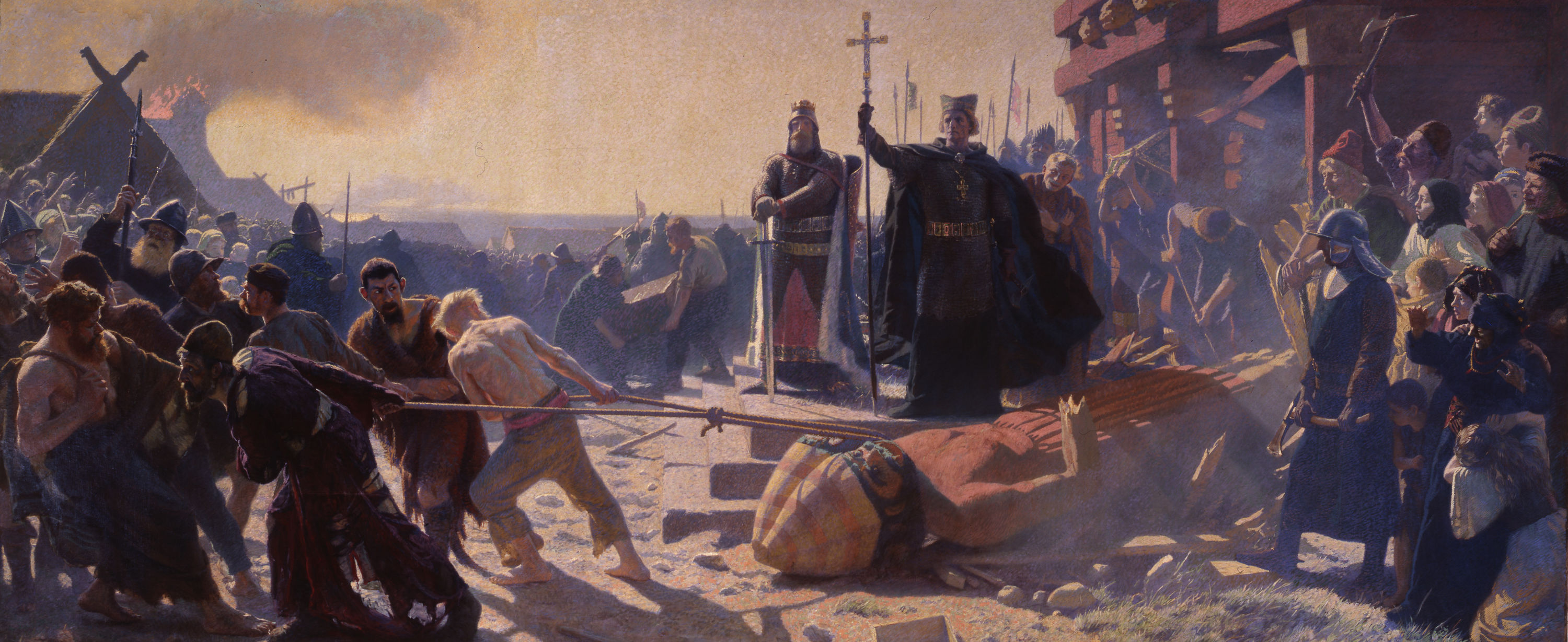
Взятие Арконы в 1169 году. Король Вальдемар и епископ Абсалон свергают идола бога Святовита. Лауриц Туксен, конец XIX века

Христианизация — понятие в религиоведении, истории, культурологии и политике, обозначающее процесс принятия христианства одним человеком, или период принятия христианства группой людей (обществом, государством), в том числе принудительный. Христианизацию принято начинать с Поздней античности, когда многие иудеи и язычники уверовали во Христа как Мессию и Сына Божия. Древние святилища разрушались или освящались заново и обращались в христианские храмы, дохристианские верования в Бога и богов переосмысливались и отчасти демонизировались, старинные обряды подвергались переосмыслению, запрету и даже уголовному преследованию вплоть до смертной казни.

## Христианская интерпретация
Христианская интерпретация — практика адаптации Церковью нехристианских элементов культуры (в том числе обрядов, празднеств и символов) или исторических фактов к христианскому мировоззрению. Этот термин обычно обозначает придание христианской формы религиозной и культурной жизни, верованиям и представлениям «языческих» народов, с целью их христианизации.

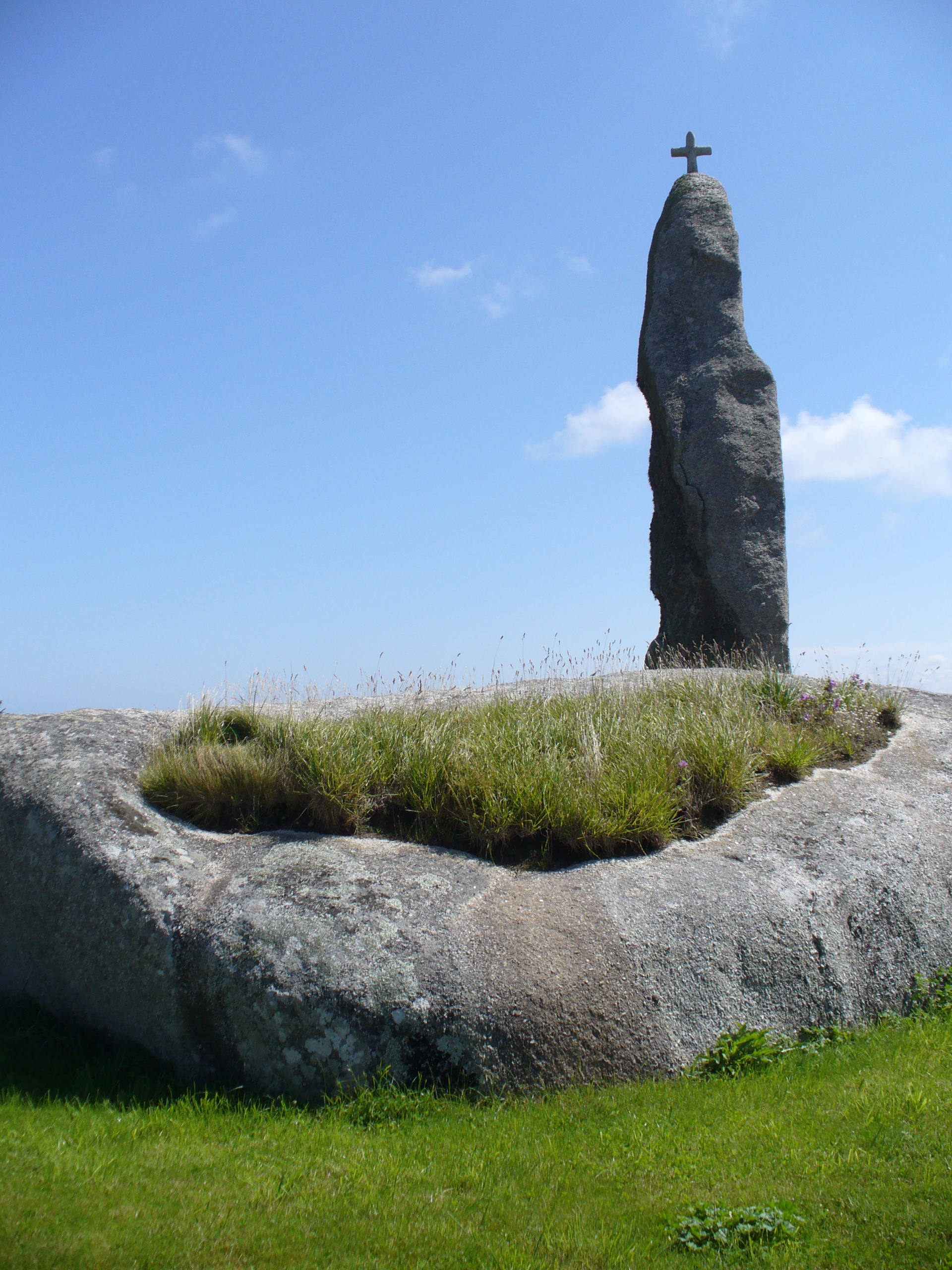
Менгир с крестом на вершине, Бретань

В процессе распространения христианства Христианская церковь целенаправленно приспосабливала языческие практики, наполняя их новым и, с её точки зрения, истинным содержанием. Первый этап адаптации приходится уже на первые века истории христианства, когда церковь заимствовала ряд античных языческих культурных элементов. В дальнейшем при христианизации различных стран и народов данная практика изменялась и при необходимости периодически возобновлялась. Элементы, заимствованные в ранний период, стали частью общехристианской традиции (даты и семантика некоторых праздников, ряд обычаев и культов). Заимствования, осуществлявшиеся в процессе дальнейшей христианизации, пополнили местные христианские традиции.
Христианские храмы часто возводились на месте языческих святилищ. В начале христианской истории языческие храмы обычно предварительно разрушались. С V века начинается процесс превращения их в христианские церкви. В ряде случаев прослеживается прямая связь между христианским и языческим посвящением храма.
Праздник Богоявления (τα επιφανια, Эпифания), вероятно, заменил языческий праздник с тем же названием, который был посвящён рождению и прибавлению света. На христианском Востоке этот праздник может называться τα φωτα 'светы'. Оба основных христианских праздника, Рождество Христово и Пасха, связаны с солярно-лунарной символикой: Рождество связано с рождением солнца (день зимнего солнцестояния), Пасха соотносится как с солнечным, так и с лунным циклом (весенним равноденствием и полнолунием). Календарному соотнесению рождения Христа с рождением солнца отчасти могло способствовать Его Воскресение в первый день недели, в день, который у язычников был посвящён солнцу, что нашло отражение в названии воскресного дня в ряде языков (ср. лат. dies solis, греч. ημέρηλίου, англ. Sunday, нем. Sonntag), а также в день, в который был сотворен мир и свет был отделён от тьмы. Иустин Философ (ок. 100—165) писал императору Антонину Пию (Первая апология, § 67): «В день солнца мы собираемся вместе, потому что это есть первый день, в который Бог, изменивший мрак и вещество, сотворил мир, и Иисус Христос, спаситель наш, в тот же день воскрес из мёртвых». Зимнее солнцестояние (VIII день до январских календ) было соотнесено с Рождеством Христовым, в то время как летнее солнцестояние (VIII день до июльских календ) — с Рождеством Иоанна Предтечи (24 июня (7 июля)), что, согласно Августину, соответствует буквальному смыслу слов Иоанна Крестителя: «Оному подобает расти, мне же малитися» (уменьшаться) (Ин. 3, 30).
Праздник Усекновения главы Иоанна Предтечи 29 августа (11 сентября), вероятно, был установлен Александрийской церковью в противовес празднованию александрийского Нового года; праздники Рождества Богородицы 8 (21) сентября и Зачатия Богородицы 12 января — в Азии в противовес Олимпийским играм; праздник Преображения Господня 6 (19) августа — в Армении в противовес языческому Празднику роз; день архангела Михаила 8 (21) ноября — александрийского происхождения и заменил собой древнейший праздник Крещения Господня, установленный египетской церковью в противовес крокиям и торжествам в честь Усири; праздник Успения Богородицы связан с языческим праздником Деметры в Афинах; и др.
Языческое влияние заметно в обычае носить нательный крест, заменивший языческие наузы, культовой роли яиц, почитании сакральных изображений и др.
Б. А. Успенский определяет традицию усвоения дохристианских образов, их переосмысления и наполнения христианским содержанием как «воцерковление язычества».

## Христианизация отдельных стран и народов

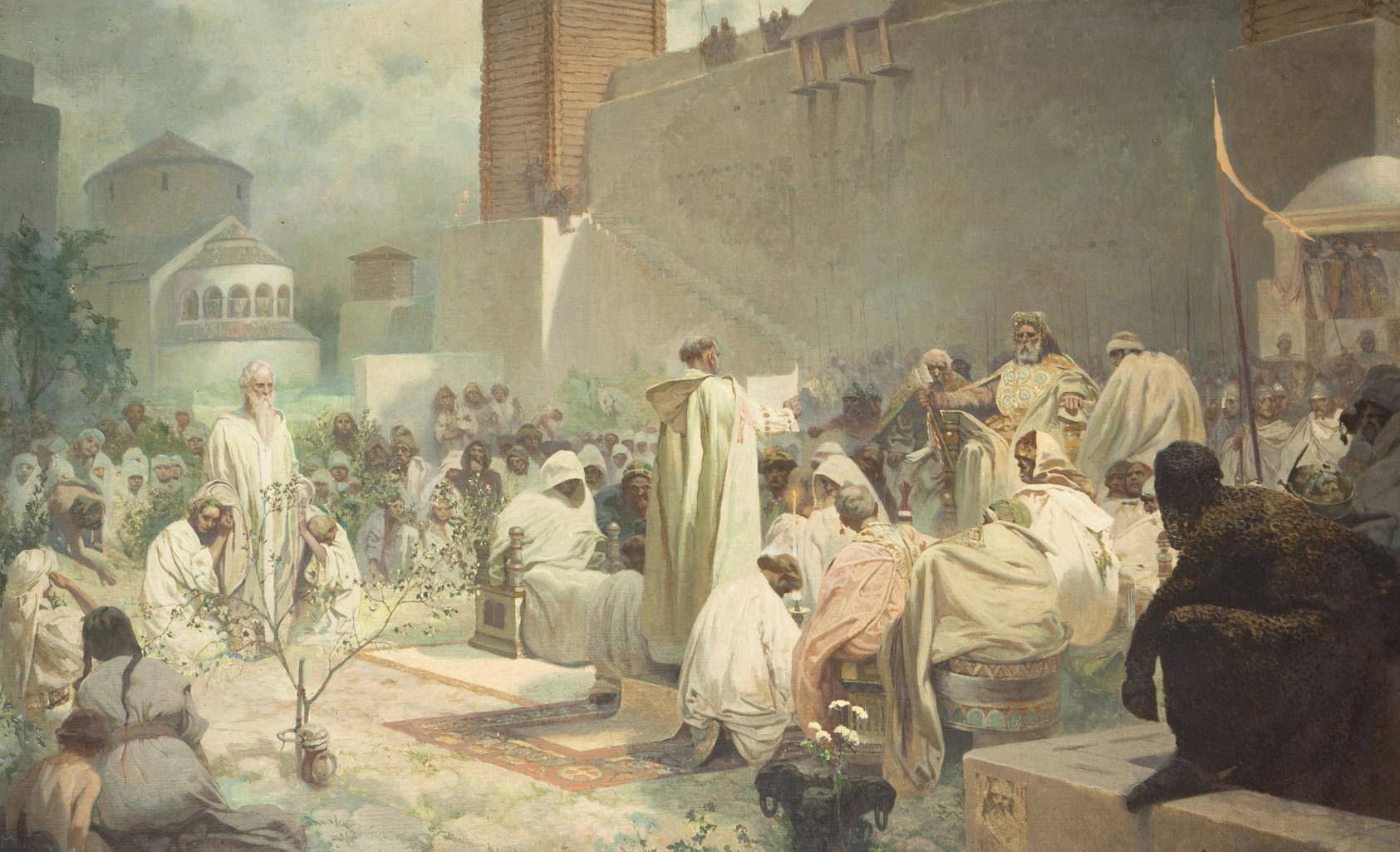
Введение славянской литургии в Великой Моравии, этюд к картине из цикла «Славянская эпопея» Альфонса Мухи, между 1911 и 1912. Изображено чтение папской буллы князю Святополку перед воротами Велеграда, столицы Великой Моравии. Мефодий Солунский слева в образе озарённого солнцем высокого старца

В Средние века христианизация носила в основном политический характер. Путём крещения правящей верхушки языческих народов христианские государства стремились закрепить язычников в своей сфере влияния и уменьшить опасность военных конфликтов на своих границах.
Обращение в христианство воинственных соседей-язычников было стандартной практикой Византийской империи. В IX веке попытки христианизации предпринимались в отношении Великой Моравии (862) и Болгарии (864—920). Та же тактика была с успехом применена позднее и в отношении Киевской Руси.
Хронология
- 301 — официально христианство приняла Великая Армения
- IV век — Грузия
- 333 — Аксумское царство
- 380 — Римская империя
- 496 — Франкское государство
- 864 — Болгария
- 966 — Польша
- 988 — Киевская Русь
- Померания

## Роль насилия
Французский историк Пьер Весперини писал, что христианизация не была «естественной», «спонтанной», «органичной». Этот процесс носил насильственный характер. Старые культы были запрещены, статуи изуродованы, храмы разрушены, священные деревья выкорчеваны, боги низвергнуты. Множество текстов сожгли на больших кострах в центрах городов, угрожая переписчикам, пытавшимся их восстановить, отрубить руки. В целом, язычество подверглось повсеместным гонениям.
Весперини считает, что христианство в Европе никогда не исповедовалось добровольно, но всегда опиралось на государственное насилие. По мнению Весперини, как только угроза насилия исчезла, Европа быстро дехристианизировалась. Это происходит настолько быстро, что возникает вопрос, было ли язычество вообще искоренено.
При этом, по мнению Весперини, у Церкви хватило благоразумия не ограничиваться репрессивными мерами. Она ввела ряд религиозных практик, напоминавших о былых временах и в какой-то мере компенсировавших потери, понесенные людьми: праздники и увеселения, культ святых взамен культов местных божеств, культ реликвий взамен шедевров искусства, которые предлагали древние города, культ Девы Марии взамен богинь-матерей языческого пантеона и др.